# ベッカ・トビン
ベッカ・トビン （Becca Tobin、1986年1月18日 - ）は、アメリカ合衆国の女優、歌手、ダンサー。フォックス放送のテレビドラマ『Glee/グリー』にキティ・ワイルド役として出演した。

## 来訪
ベッカはジョージア州マリエッタで2人姉妹の次女として生まれ育った。ベッカは地元のペブルブロック高校へ通った。彼女は7年生と8年生の時にチアリーダーを務め、その後ダンスをした。彼女の父親はユダヤ教徒である。
彼女は最上級学年の時に転校した。彼女は演劇芸術学校から公立学校へと転校し、彼女を「演劇狂い」や「オタク」と呼ぶ同級生からのイジメが始まる。 彼らは彼女は一生成功できないし、スターになれないとヤジを飛ばし、中には暴力を振るう者もいた 。また、彼女は残酷な内容のメールを受け取り、唯一の友達も彼女を無視し始めた。イジメのせいで、決起集会といった学校の行事に参加しなくなり、卒業式まで出なかった。2004年にウィーラー高校を卒業した。彼女は演劇大学のアメリカン・ミュージカル・アンド・ドラマティック・アカデミーの卒業生である。

## キャリア
トビンの初めての演技は4歳の頃、学校の野外劇でのクリスマスツリー役だった。18歳の頃、彼女はニューヨークへ引っ越し、すぐ仕事を手に入れた。彼女は小規模な演劇作品に出演したが、ほとんどが代役で、2011年にはトランス＝シベリアン・オーケストラのツアーに参加した。『Glee/グリー』にはシーズン4第1話『舞台はニューヨークへ!』で初登場し、トビンにとって初めてのビック・プロジェクトであった。

## 私生活
彼女はイジメ反対活動を支援しており、イジメ対抗団体の広報を務めている。
2014年の2014年iCloudからの著名人プライベート写真大量流出事件の被害者である。トビンは事件が発生した翌日にTwitter上に「Merry XXXmas!」（XXXはアメリカでよく使用される隠語）と、自虐的なコメントを投稿した。

## 出演作品
| 年度        | 作品名                            | 役名             | 備考                                            |
| ----------- | --------------------------------- | ---------------- | ----------------------------------------------- |
| 2009        | Wiener & Wiener                   | ヘザー           | エピソード名: 「Beyonce's Walk-In Closet」      |
| 2012 – 2015 | Glee/グリー Glee                  | キティ・ワイルド |                                                 |
| 2014        | 私はラブ・リーガル drop dead diva | 女帝カティア     | エピソード名:「アイム・バック！」シーズン6 11話 |

### ブロードウェイ
| 年度 | 作品名                              | 役名 | 備考                         |
| ---- | ----------------------------------- | ---- | ---------------------------- |
| 2009 | ロック・オブ・エイジズ Rock of Ages | 複数 | ブロードウェイ・ミュージカル |

## ディスコグラフィー
- Glee: The Music, Season 4, Volume 1

## 外部サイト
- Becca Tobin - IMDb（英語）
- Becca Tobin (@becbecbobec) - X